# کئوچو (شهرستان توپ)
کئوچو (به لاتین: Keochu) یک روستا در قرقیزستان است که در شهرستان توپ واقع شده‌است. کئوچو ۱٬۸۲۱ نفر جمعیت دارد و ۱٬۷۳۵ متر بالاتر از سطح دریا واقع شده‌است.